# Rafael Masó i Valentí
Rafael Masó i Valentí   (Girona, 16 d'agost de 1880 - Girona, 13 de juliol de 1935) va ser un dels arquitectes catalans més destacats de principis del segle xx, un precursor del moviment del Noucentisme. Els seus encàrrecs s'ubiquen principalment a Girona on comptava amb una sòlida clientela entre la nova burgesia del primer quart de segle xx. Va tenir un compromís molt marcat amb el catalanisme i va ser regidor de l'Ajuntament de Girona amb la Lliga Regionalista entre 1920 i 1923. De la mà de l'industrial emprenedor Josep Ensesa i Pujades va dissenyar i construir, a final de la dècada dels anys vint, la urbanització de S'Agaró, potenciant un racó idíl·lic de la Costa Brava amb una arquitectura moderna i harmònica.
Va complementar la seva activitat professional d'arquitecte amb la d'escriptor d'articles i poemes. Com a poeta va resultar guardonat en diverses convocatòries de Jocs Florals. A la seva Girona nadiua, estava relacionat amb el grup d'intel·lectuals format per Xavier Montsalvatge, Prudenci Bertrana, Carles Rahola o Miquel de Palol. Durant els seus estudis a Barcelona, va entrar en contacte amb Josep Carner, Guerau de Liost o Emili Vallès, un nucli literari implicat en el canvi de moviment: del Modernisme cap al Noucentisme.

## Biografia

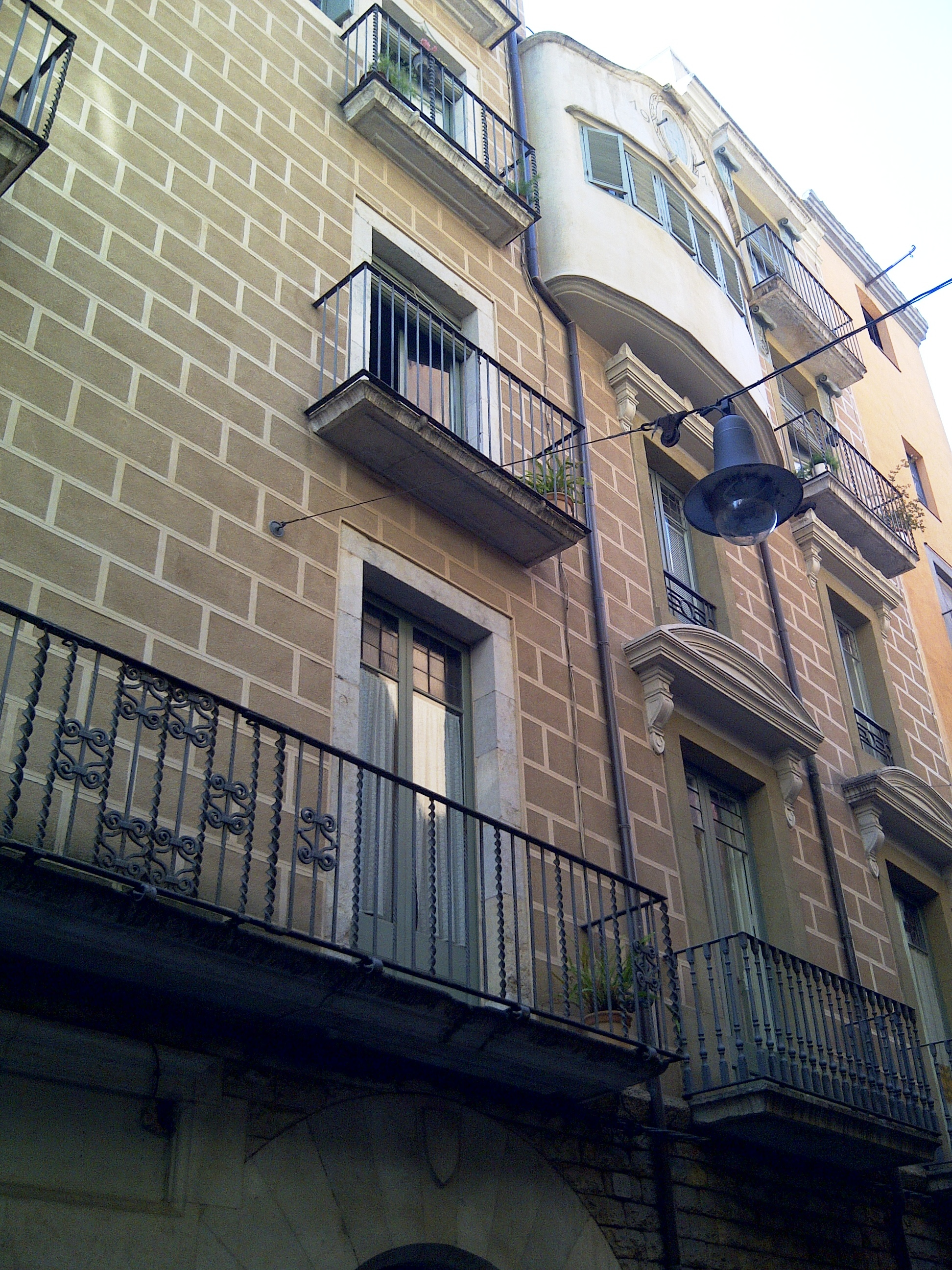
Casa natal de Masó a Girona

Va néixer a la Casa Masó de Girona, on s'havien instal·lat els seus pares, Rafael Masó i Pagès i Paula Valentí i Fuster després de casar-se el 1877. La finca era propietat de la família Valentí.
Rafael Masó era el segon d'onze germans: Santiago, Rafael, Artur, Joan, Francesc de Paula, Àngela, Josep, Alfons, Narcís, Maria i Paula. Dels onze germans, Artur, Josep i Alfons varen morir quan eren infants, i Francesc de Paula Masó a l'adolescència. Els Masó Valentí van créixer en una família conservadora, catòlica, catalanista i il·lustrada, dins d'un ambient culte, propiciat pels interessos literaris i artístics del seu pare, fundador del Diario de Gerona. Allà varen viure de prop diverses iniciatives culturals, als que se sumen l'amor a la ciutat i les seves tradicions. Aquestes influències van marcar la personalitat i la trajectòria de l'arquitecte. D'altra banda, l'ocupació del seu pare com a procurador dels tribunals, va afegir la voluntat d'intervenció a la vida pública entre els valors que va rebre d'ell, junt amb la profunda religiositat.
Rafael Masó va morir a Girona el 13 de juliol del 1935, a l'edat de 54 anys. L'estudi i investigació de la seva obra han estat decisius per a la sensibilització i la recuperació del patrimoni arquitectònic de la ciutat.

### Primers estudis i joventut
Els estudis de batxillerat els va cursar al col·legi dels Maristes de Girona. Va tenir una educació religiosa rigorosa en el context d'una Girona costumista i patint encara les conseqüències econòmiques de les guerres napoleòniques. Aquestes circumstàncies varen forjar en ell una atenció especial a les tradicions populars, fet que va reflectir en els seus poemes El meu carrer, De la llar, Cançons d'infants, El pessebre dels infants.
Un cop finalitzat el batxillerat el 1895, va estudiar unes assignatures pel curs preparatori d'Arquitectura: Ampliació de física i química general (1895 - 96), Anàlisi matemàtica I i zoologia (1896 - 97), Anàlisi matemàtica II, geometria general, mineralogia i botànica (1897 - 98), Geometria analítica i geometria descriptiva (1898 - 99), i Càlcul diferencial i integral i mecànica racional (1899 - 1900). També va realitzar l'assignatura de dibuix lineal i de figura (1898 - 99), on realitzava dibuixos de còpies de guix, flora i de detalls arquitectònics.
Mentre estudiava el curs preparatori d'arquitectura, entrà en contacte amb la Joventut Catalanista i amb la Congregació Mariana dels Jesuïtes, dues institucions que marcarien el seu estil i compromís catalanista, des de seccions especialitzades d'aquestes organitzacions, com ara l'Agrupació Catalanista d'Esport (1900) o l'Agrupació d'Arts i Lletres (1900), A Girona, aquests joves, que es reunien per parlar d'art i literatura, fundaren la revista Gerunda (1900 - 1901) una revista publicada quinzenalment de ciències, arts i literatura, que conviuria amb les tendències de La Renaixensa i de La Veu de Catalunya, altres revistes destacades de l'època. Començà també a escriure col·laboracions al Diario de Gerona, l'Enderroch (1902) i la revista Vida (1902 - 1903, 34 números publicats) promoguda per Francesc i Antoni Viver, Santiago, Rafael i Joan Masó, Joan Roquet i Rafael Gay de Montellà, i amb diferents col·laboradors especials com Narcís Verdaguer, Raimon Casellas o Prudenci Bertrana. Eren revistes culturals dedicades a l'art i la literatura, amb tendències diverses.
Quan encara no s'havia destacat en la política, es va trobar implicat en uns aldarulls i va ser detingut junt amb el seu germà Santiago Masó i Xavier Montsalvatge, per defensar els resultats electorals de 1901 obtinguts pel Centre Catalanista de Girona, un efímer partit creat al voltant dels ideals nacionalistes.

### Estudis d'arquitectura a Barcelona
Rafael Masó inicià els estudis d'arquitectura a Barcelona l'any 1900. Sis anys més tard, el 1906, va tornar a la seva Girona natal amb el títol d'arquitecte, en la mateixa promoció dels seus col·legues i amics: Josep M. Pericas i Josep M. Jujol. Amb aquests compartia, a més, l'admiració per Antoni Gaudí, amb qui havia coincidit al Cercle Artístic de Sant Lluc, a Barcelona. Rafael Masó, al costat d'altres artistes, escriptors i intel·lectuals barcelonins, protagonitzà l'evolució del Modernisme vers una alternativa que acabaria esdevenint el Noucentisme.
L'octubre del 1900 Masó es traslladà a Barcelona i es matriculà com a alumne oficial a l'Escola d'Arquitectura. En els projectes realitzats durant els seus estudis, ja es veuen definides la seva personalitat i la seva admiració per Antoni Gaudí. El seu projecte de final de carrera, dedicat a una Llotja de Contractació, va provocar polèmica entre el professorat, per la seva evident inspiració gaudiniana,
Masó considerava Gaudí com el millor representant dels ideals del grup al qual ell pertanyia, la Lliga Espiritual de la Mare de Déu de Montserrat. Aquest grup, inspirat per Josep Torras i Bages, es basava en els ideals de la religió catòlica i el catalanisme. A més a més, durant els seus anys d'estudi a Barcelona, Masó va exercir de catequista a la Sagrada Família, coincidint amb la els primers anys de seva edificació.
Durant els seus estudis a l'Escola d'Arquitectura, va forjar una amistat amb Josep Maria Pericas, relació que va durar tota la vida. Tots dos estudiants d'arquitectura varen coincidir a la Lliga Espiritual de la Mare de Déu de Montserrat i a la Congregació Mariana.
Una altra institució amb la que va tenir contactes va ser l'Acadèmia de Llengua Catalana, vinculada a Torras i Bages, on al voltant de Josep Carner hi trobà un grup de joves intel·lectuals que es feien anomenar els cal·ligeneics (bella generació), que seran el nucli fundacional del Noucentisme: Guerau de Liost, Emili Vallès, Joan Alzina i Melis, Francesc Sitjà i Pineda, i Josep M. López-Picó. Durant els seus estudis a Barcelona, Masó no tan sols no deixà les seves activitats als cercles culturals gironins, sinó que engrescà als seus nous amics a col·laborar a la vida cultural de la seva ciutat.
També col·laborà a la revista Montserrat, del grup de Carner, i Vida, escissió de la revista Gerunda; amb el seu germà Santiago, Rafael Gay de Montellà i Prudenci Bertrana, entre altres col·laboradors. Des de Vida es volia dinamitzar la vida a la ciutat, a través d'una crítica decadentista de la Girona morta, titllada de provinciana i avorrida. Aquesta imatge de Girona es reflecteix en els poemes de Rafael Masó escrits en aquella època i en alguns dels treballs de Josep Carner com la seva Evocació mortuòria, un cru retrat de la Girona del canvi de segle.
L'actitud cívica, el catalanisme i el caràcter modernitzador i europeista que propugnava el Noucentisme van fer que Masó desplegués una intensa activitat com com a poeta, urbanista, polític i promotor de l'art i l'arquitectura.

## Activitat professional

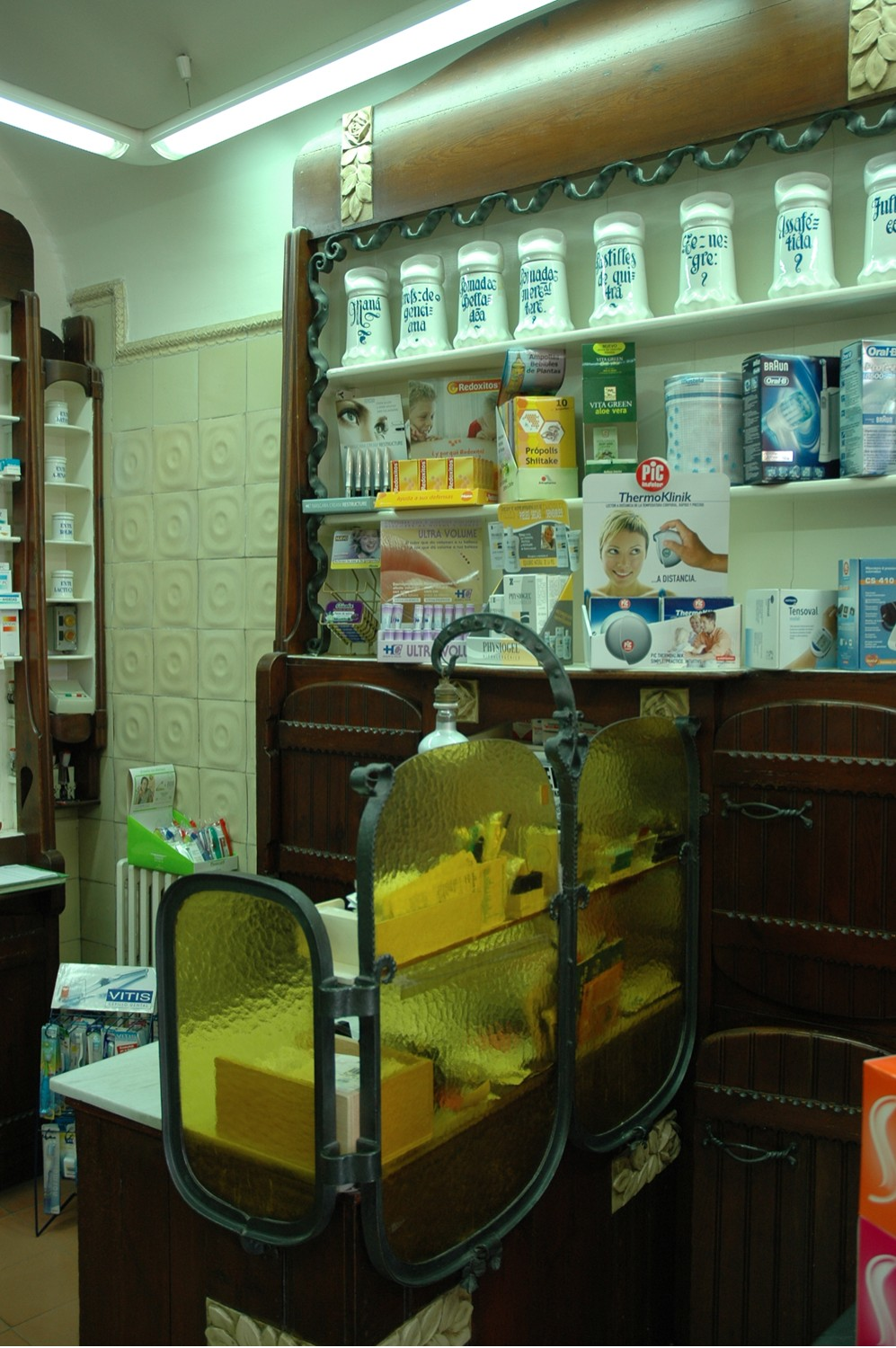
Interior de la farmàcia Masó, ara Saguer

Un cop obtingut el títol d'arquitecte el 1906, Masó tornà a Girona amb la voluntat de intervenir i modernitzar la seva ciutat. Aquest projecte de transformació estava estretament relacionat amb la seva vida personal, professional, cultural i ciutadana.
Les dificultats que l'arquitecte trobà al llarg del seu projecte de canvi, varen causar-li disgusts i desencisos, especialment durant els primers anys, tot i amb això va trobar l'essència del veritable art que cercava en el seu arrelament al món tradicional, familiar i cultural, elements que la ciutat de Girona li oferia.
La seva activitat com a arquitecte va viure la crisi del modernisme i la formulació d'un estil nou a partir d'un cert neopopularisme i de les experiències d'avantguarda de l'arquitectura europea. S'interessà especialment per la domèstica anglesa de Voysey i la Sezession Vienesa representada per Josef Hoffmann, Olbrich i Adolf Loos. Aquests interessos i relacions els va cultivar a través de contactes i lectures de revistes europees, i molt especialment durant el llarg viatge de noces que va fer per Europa el 1912. Amb aquest bagatge i experiències Rafael Masó va contribuir al canvi de gust cap al Noucentisme que es va viure a Girona ara fa cent deu anys.
En el treball de Masó hi trobem també referent de l'arquitectura modernista de Domènech i Montaner, Gaudí, Puig i Cadafalch i Gallissà, entre molts altres.
Masó volia fer per a Girona una arquitectura moderna i inspiradora com era Barcelona, tot i que era conscient de la limitació sociològica i econòmica que afrontava.
L'estudi de la seva arquitectura es concreta en tres períodes:
- 1906-1911. Les obres d'aquests primers anys són d'una gran diversitat. Més que treballs d'arquitectura, hi predominen projectes d'arts aplicades; mobles, interiors, casulles, banderes, objectes diversos i treballs d'art gràfic, on hi descobrim els seus referents. Per Masó, aquestes obres menors tenien la mateixa importància que les obres d'arquitectura més prestigioses, perquè contribuïen a forjar l'ambient noucentista que estava sorgint. Alguns dels encàrrecs més destacats d'aquest període són la reforma del menjador del Mas El Soler (1906 - 1907) de Sant Hilari, la Farmàcia Masó (1908), actual Farmàcia Saguer, la Casa Batlle (1909), la Farinera Teixidor (1910), el magatzem Ensesa (1911), la Casa Salieti (1910 - 1911) i la primera reforma de la Casa Masó (1910 - 1912), totes a la ciutat de Girona. Com a complement a la seva arquitectura, el 1908, va organitzar juntament amb J. B. Coromina i Ricard Guinó, l'Exposició d'Artistes Gironins, on es mostraven treballs d'arquitectura de Masó, de pintura de Coromina i d'escultura d'en Guinó. Amb aquesta exposició, Masó presentava la seva feina com una obra d'art més i la relligava a la projecció dels artistes de la ciutat.
- 1912-1922. L'any 1912, després del retorn del seu viatge de noces per Europa amb la seva dona Esperança Bru, va refermar la seva actitud inicial de definir un estil propi. El viatge va ser organitzat com una oportunitat de conèixer l'arquitectura i l'art que s'estava realitzant a Centreeuropa. La parella va visitar Avinyó, Lyon, Ginebra, Lausana, Zúric, St. Gallen, Stuttgart, Darmstadt, Bietigheim, Rothenburg, Nuremberg, Dresden, Múnic, Innsbruck, Verona, Venècia, Bolonya, Florència, Pisa, Gènova, Niça, Menton, Mònaco, Montecarlo, Marsella, Nimes, tornant a Barcelona, i arribant-se a Montserrat. En aquest gran viatge, Masó va poder contemplar in situ estils arquitectònics i obres, les quals coneixia per les revistes i llibres, i confirmar i contrastar la seva obra amb tipologies que en aquell moment li interessaven, com l'arquitectura industrial i tradicional, l'arquitectura antiga romana, i la Secessió Vienesa, entre d'altres. Masó va prendre bona nota d'aquests estils arquitectònics, i en alguns casos els incorporà als seus projectes. Aquest període es considera el més interessant de la seva arquitectura en el que projectà obres modernistes i noucentistes, que han esdevingut referents de l'arquitectura catalana del moment. Alguns treballs serien Athenea, Can Cendra d'Anglès, la Casa Masramon d'Olot, La Casa Ensesa i Farinera La Montserrat, la Casa Casas i Casa Teixidor, i la casa Gispert-Saüch, a Girona.
- 1923-1935. En el període que coincideix amb la Dictadura de Primo de Rivera, Masó reforça la idealització de Catalunya i l'expressió de catalanitat mitjançant elements de la tradició com terracotes, esgrafiats o columnes, amb una sintonia amb l'estil barroc més popular. És en aquell moment quan, com a regidor de Foment va intentar fer una reforma definitiva a la ciutat de Girona, definint la protecció del barri vell, ordenant la zona del pla, arrel de l'enderroc de les muralles i baluards, i dotant de infraestructures la ciutat. En aquesta darrera va treballar també en l'estudi, la recuperació i la protecció del patrimoni. Són obres d'aquest període la cooperativa la Econòmica Palafrugellenca, la Casa Cots, la Casa Colomer, la urbanització Teixidor a Santa Eugènia a Girona, i la urbanització de S'Agaró a Castell-Platja d'Aro.

## Patrimoni literari

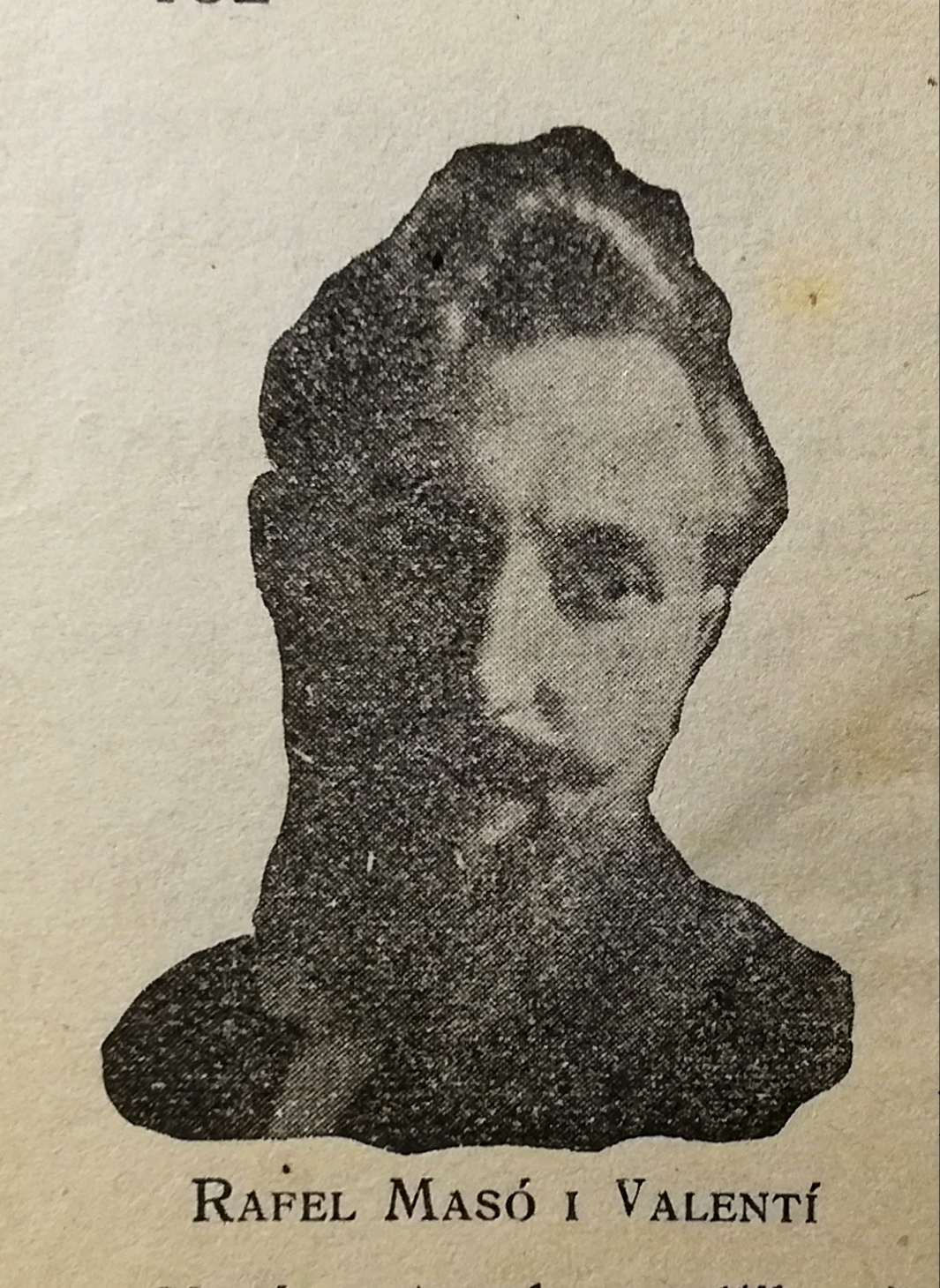
Retrat de Rafel Masó dins l'Antologia de les Lletres Catalanes Garba, en una edició de l'any 1923

Rafael Masó va ser poeta abans que arquitecte. La seva vessant com a poeta li va reportar èxits entre els seus coetanis. Guanyador de diversos Jocs Florals, l'any 1911 va ser inclòs com a poeta en el fundacional Almanac dels noucentistes d'Eugeni d'Ors.
Els seus poemes mostren influències de Carner, López-Picó i Guerau de Liost. Masó recorre a les formes de la poesia més clàssica. En les seves produccions trobem sonets i alexandrins, i també versos decasíl·labs.
La majoria dels poemes que Masó va escriure, van ser publicats a la Revista de Catalunya, al Almanach dels Noucentistes, la revista Montserrat, i Vida...
Els seus poemes tracten temàtiques com: Paisatges urbans, Amor i Amistat, Fe i religió, Tradició i circumstàncies, i Apariats.
Bona part d'aquests poemes es troben al recull de David Prats anomenat Antologia poètica, publicat al 2006.
L'any 1906, coincidint amb el centenari del seu títol d'arquitecte, la ciutat de Girona va celebrar l'Any Masó amb diverses publicacions, exposicions, convcerts i activitats diverses.
Des del 2012 la Casa Masó de Girona organitza un itinerari literari que, a través de l'obra poètica de Rafael Masó i de textos d'altres poetes i escriptors, recorre la Casa Masó, que també va ser lloc d'acollida i reunió dels poetes més destacats del Noucentisme.
Al llarg de la seva vida, Rafael Masó es va mantenir en contacte personal i epistolar amb diferents personatges destacats de l'època:
- Escriptors: Jaume Bofill (Guerau de Liost), Josep Carner, Lluís Carreras, Martí Genís, Josep Maria López-Picó, Eugeni d'Ors, Josep Pla, Llorenç Riber, Joaquim Ruyra, Maria Antònia Salvà, Ramon Vinyes, Francesc Viver, Prudenci Bertrana i molts altres.
- Artistes: Enric Casanovas, Joan Llongueras, Esteve Monegal, Joaquim Pecanins, Joan B. Coromina, Fidel Aguilar…
- Científics: Joan Alzina Melis, Ignasi Casanovas, Joaquim Folch i Torres, Diego Ruiz, Josep de C. Serra Ràfols, Emili Vallès.
- Polítics: Lluís Nicolau d'Olwer, Enric Prat de la Riba, Josep Puig i Cadafalch.

## Activitat cultural i cívica
Rafael Masó al marge de la seva faceta professional com arquitecte, destacà també com escriptor de prosa i periodisme. A Girona freqüentà el cercle de Xavier Monsalvatge, Carles Rahola, Miquel de Palol i Felip i Prudenci Bertrana, tot creant i col·laborant en revistes diverses. A Barcelona es relacionà amb intel·lectuals com Josep Carner, Jaume Bofill Mates, Josep Maria López Picó i Emili Vallès, que integraven el nucli literari que va portar el canvi de gust vers el Noucentisme.
El 1913, el nucli gironí fundà la societat cultural Athenea com espai de promoció del Noucentisme. Des d'aquí va esdevenir l'ànima d'un grup d'artesans i artistes entre els quals trobem l'escultor Fidel Aguilar, el pintor i ceramista Joan B. Coromina, el ferrer Nonito Cadenas i els germans Busquets com a decoradors.
El seu interès per millorar la societat el va portar a l'activitat política. A Barcelona, de la mà del seu amic Jaume Bofill Mates, milità a les Joventuts Catalanistes de la Lliga Regionalista. A Girona, a les eleccions municipals de 1920 s'integrà a la candidatura de la Lliga Regionalista, i guanyà les eleccions municipals. Rafael Masó entrarà a l'ajuntament com a regidor, amb el doble objectiu de racionalitzar l'urbanisme de la ciutat i millorar la dotació d'equipaments educatius i culturals. Masó creia en el poder públic com a creador d'institucions culturals.
Amb la Dictadura de Primo de Rivera el 1923, que suposà la suspensió de la vida democràtica, Rafael Masó i altres regidors catalanistes, varen ser empresonats per haver-se adherit a un acte catalanista organitzat pel Centre Autonomista de Dependents de Comerç. Un cop alliberat, Masó va patir una sanció que l'incapacità per actuar com a professional en obres de caràcter oficial. Tot i això, no va deixar de participar en la causa catalanista i de resistència a la Dictadura.
Rafael Masó també va ser arquitecte delegat de l'Institut d'Estudis Catalans pel Servei de Catalogació i Conservació de Monuments, corresponsal a Girona del Foment de les Arts Decoratives, acadèmic de la Real Academia de Bellas Artes de San Fernando i membre de la Comissió Provincial de Monuments.

## Obra
En la seva obra, Masó recupera la tradició artesana de la ceràmica, el treball de la fusta, el vitrall i la forja, i defineix un estil propi que dona caràcter propi a la ciutat. A més de cases, xalets i blocs de pisos, va dissenyar tot tipus d'edificis, des d'escoles i hospitals fins a fàbriques i botigues; també es va dedicar a la reforma de masies i a la restauració d'arquitectura medieval.

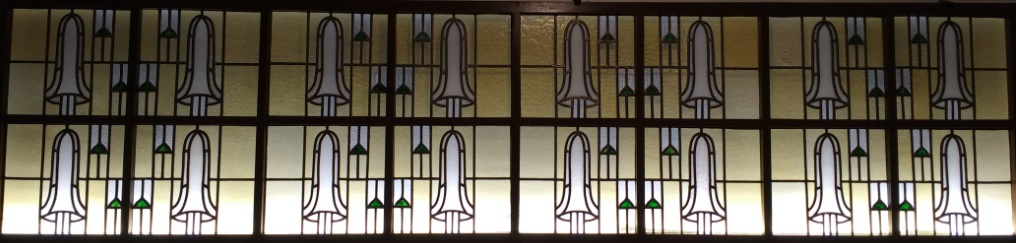
Vitrall de la Casa Ensesa

Els projectes de Masó, més enllà de l'estructura dels edificis, abastaven la decoració dels interiors domèstics i del disseny de mobiliari. Un exemple seria un dels vitralls del rebedor del primer pis de la Casa Ensesa, que actualment estàn exposat al Museu d'Història de Girona, i tota la col·lecció de mobiliari que es pot contemplar a la Casa Masó.

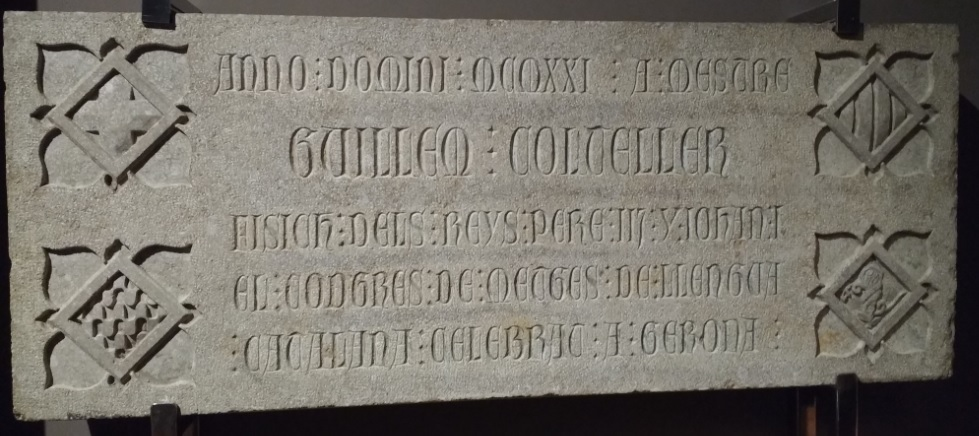
Làpida que Rafael Masó dedica a Guillem Colteller.

A més dels elements comentats, Rafael Masó també va realitzar una làpida dedicada a Guillem Colteller, metge de la casa reial catalana en el segle IV i un dels grans coneixedors de la ciència mèdica del Principat. Aquesta làpida va estar exposada al Saló de Sessions de l'Ajuntament de Girona, però va ser retirada al 1940. Actualment es troba al Museu d'Història de Girona. Transcripció de la làpida: 
"ANNO DOMINI MCMXXI A MESTRE GUILLEM COLTELLER FISICH DELS REYS PERE III Y IHOAN I EL CONGRES DE METGES DE LLENGUA CATALANA CELEBRAT A GERONA".
Les obres més destacades de l'arquitecte són, a Girona, la Farinera Teixidor (1910), la Casa Masó (1911), i el centre cultural Athenea (1913). En altres poblacions trobem la Casa Masramon a Olot (1913), la Casa Casas a Sant Feliu de Guíxols (1914) i la ciutat-jardí de S'Agaró (1923). Malauradament algunes vegades la manca de sintonia amb els seus clients impedia el desenvolupament total dels projectes. Passat el temps, alguns dels seus edificis es van enderrocar o alterar de forma irrecuperable; d'altres es conserven.
Al llibre Rafael Masó arquitecte noucentista de Joan Tarrús i Narcís Comadira gtrobem ressenyats una bona part dels projectes i obres de l'arquitecte.
| Any                         | Nom                                                                                | Municipi                      | Ubicació                                                     | Descripció | Estat | Foto                                                                                            |
| --------------------------- | ---------------------------------------------------------------------------------- | ----------------------------- | ------------------------------------------------------------ | --- | --- | ----------------------------------------------------------------------------------------------- |
| 1903                        | Ca n'Aragó                                                                         | Santa Coloma de Farners       | C. Jacint Verdaguer, 26.                                     | Reforma integral de la casa | Es conserva íntegrament | Ca n'Aragó                                                                                      |
| 1907                        | Altar de la Puríssima de l'Església de les Josefines                               | Girona                        | Plaça dels Lledoners                                         | Altar lateral de l'església amb ara i retaule. Masó també hi va projectar l'altar major i una pica d'aigua beneita | Es conserva íntegrament | Altar de la Puríssima de l'Església de les Josefines                                            |
| 1906-07 / 1909-10           | Reforma del Mas El Soler                                                           | St. Hilari Sacalm             | Crta. d'Anglès                                               | Reforma d'una masia del S.XVIII propietat de Tomàs Cendra, la reforma afectà principalment els interior i el disseny del mobiliari del menjador | Es conserven en bon estat | Mas El Soler                                                                                    |
| 1907-08                     | Reforma de Can Quintana                                                            | Torroella de Montgrí          | Carrer d'Ullà, 31                                            | Decoració dels interiors de la casa pairal de D. Pompeyo de Quintana | Només es conserva parcialment | Can Quintana                                                                                    |
| 1907-08                     | Casa Doctor Vinyes (coneguda com a "Can Peix"                                      | Anglès                        | Carrer del Castell, 6                                        | Casa de nova planta encarregada per Faustina Cairó | Es conserva en bon estat | Casa Vinyes                                                                                     |
| 1908                        | Farmàcia Masó Puig                                                                 | Girona                        | Carrer de l'Argenteria, 29                                   | Reforma d'un local per habilitar-lo com a farmàcia. Espai interior i façana | L'interior es conserva en bon estat | Farmàcia Masó. Arxiu COAC                                                                       |
| 1908-10                     | Casa Batlle                                                                        | Girona                        | Carrer Fontanilles, 2                                        | Reforma d'una casa de pisos del segle xix amb façana a tres carrers. Rafael Masó va deixar el projecte abans de la seva finalització | Es conserva amb greus modificacions | Casa Batlle. Arxiu COAC                                                                         |
| 1909                        | Casa Ramon Boix                                                                    | Girona                        | Carrer Ballesteries, 43                                      | Reforma de la façana posterior, on es van afegir unes galeries sobre l'Onyar. | Es conserva |                                                                                                 |
| 1909-10                     | Casa Coll                                                                          | Borrassà                      | Crta. General, 24                                            | Reforma d'un casal del segle xviii conegut com Cal Governador. Masó va intervenir en els interiors, en el mobiliari i en el jardí | L'obra es conserva amb modificacions. Els mobles han canviat de propietari                                                                            | Casa Coll                                                                                       |
| 1909-10                     | Escoles de Sarrià de Ter                                                           | Sarrià de Ter                 | Crta. de Sarrià, 59                                          | Remodelació de tres cases entre mitgeres per encàrrec d'Alfons Teixidor | Interiors modificats. Façana restaurada | Escoles de Sarrià de Ter. Arxiu COAC                                                            |
| 1909-11                     | Mas La Riba                                                                        | La Vall de Bianya             |                                                              | Ampliació d'un mas propietat de la família Burch | Interiors totalment transformats i façana amb modificacions                                                                                           | Mas La Riba. Arxiu Mas Fundació Institut Amatller d'Art Hispànic                                |
| 1909                        | Escoles de Sant Gregori                                                            | Sant Gregori                  |                                                              | Conjunt d'escoles i ajuntament. Només es construïren els dos cossos d'escola per a nens i nenes separats per un solar on hi havia d'anar l'Ajuntament                                                                                                  | S'ha conservat amb moltes ampliacions i modificacions                                                                                                 | Escoles de Sant Gregori                                                                         |
| 1910-11                     | Casa Salieti                                                                       | Girona                        | Carrer Ciutadans, 8                                          | Restauració i reforma d'un casal del segle xvi. La intervenció se centrà en el pati i l'escala d'accés a la planta noble. A l'interior decorà la sala principal i dissenyà una làmpada                                                                 | S'ha conservat en bon estat. Les rajoles del vestíbul foren arrencades i reposades posteriorment. La làmpada actualment és a l'església de Sant Feliu | Casa Salieti.Arxiu COAC                                                                         |
| 1910-11 / 1915-16 / 1923-24 | Farinera Teixidor                                                                  | Girona                        | Crta. Santa Eugènia, 42                                      | Conjunt industrial format per dos cossos units per un pont que connecta la fàbrica de farines amb la casa del propietari | S'ha conservat parcialment amb modificacions | Farinera Teixidor                                                                               |
| 1911                        | Altar i retaule de Sant Salvador de Bianya                                         | Sant Salvador de Bianya       | Església parroquial                                          | Restauració i construcció d'un altar i retaule en una església romànica del segle xi | El retaule fou destruït durant la Guerra Civil. L'església i l'altar es conserven en bon estat                                                        | Altar i retaule de Sant Salvador de Bianya. Arxiu Mas Fundació Institut Amatller d'Art Hispànic |
| 1911                        | Magatzem Ensesa                                                                    | Girona                        | Carretera de Barcelona, núm. 57.                             | Edifici de nova planta destinat a magatzem de la farinera. | Desaparegut. | Magatzem Ensesa (crt. Barcelona)                                                                |
| 1911-12 / 1918-19           | Casa Masó                                                                          | Girona                        | Carrer Ballesteries, 29.                                     | Reforma de tres cases entremitgeres que Masó unifica i adequa els interiors per la seva família | Es conserva en bon estat | Casa Masó                                                                                       |
| 1912                        | Escoles de Vilablareix                                                             | Vilablareix                   | Carrer Perelló, 142.                                         | Edifici de nova planta destinat a escola i ajuntament | L'obra ha sofert reformes i modificacions | Escoles de Vilablareix                                                                          |
| 1912-13                     | Casa Pérez Xifra                                                                   | Girona                        | Carrer Bonaventura Carreras Peralta, 2                       | Restauració i reforma d'un casal del segle xviii. Masó reorganitza l'espai i fa l'estucat de les façanes | Es conserva en bon estat | Casa Pérez Xifra                                                                                |
| 1912, 1916 i 1921           | Casa Masó-Bru                                                                      | Girona                        | Carretera de Santa Eugènia, 5.                               | Reforma dels interiors i mobiliari del primer pis. | Els mobles s'han repartit entre els seus descendents.                                                                                                 |                                                                                                 |
| 1913                        | Athenea                                                                            | Girona                        | Carrer Anselm Clavé, 30                                      | Sala d'exposicions i concerts | Desapareguda | Athenea.Arxiu Mas Fundació Institut Amatller d'Art Hispànic                                     |
| 1913-14                     | Casa Masramon                                                                      | Olot                          | Carrer Vayreda, 6                                            | Casa de nova planta construïda a l'eixample Malagrida | Es conserva amb modificacions | Casa Masramon.Arxiu Mas Fundació Institut Amatller d'Art Hispànic                               |
| 1913-14                     | Casa Oller                                                                         | Sant Martí Sapresa (Brunyola) | Crta. d'Anglès a Sta. Coloma,                                | Ampliació d'un mas | Es conserva en bon estat | Casa Oller                                                                                      |
| 1913-15                     | Casa Cendra                                                                        | Anglès                        | Carrer Girona, 7.                                            | Reforma i ampliació d'un casal amb un gran jardí | Es conserva amb modificacions | Casa Cendra. Arxiu COAC                                                                         |
| 1913-15                     | Casa Ensesa                                                                        | Girona                        | Crta. Barcelona, 68                                          | Ampliació i reforma d'una casa existent per habitatge de la família Ensesa i oficines de la Farinera La Montserrat | Es conserva amb modificacions i adaptació a Escola Municipal de Música                                                                                | Casa Ensesa. Arxiu Mas Fundació Institut Amatller d'Art Hispànic                                |
| 1914-16                     | Bloc Salieti                                                                       | Girona                        | Carrer de la Neu, 1                                          | Bloc d'habitatges de lloguer | Es conserva | Bloc Salieti                                                                                    |
| 1914-16                     | Casa Casas                                                                         | St. Feliu de Guíxols          | Crta. de Sant Feliu a Palamós. Urb. Urcatusa                 | Casa isolada en una finca enfront de la platja de Sant Pol | Es conserva en mal estat | Casa Casas                                                                                      |
| 1915-16                     | Botiga Adroher                                                                     | Girona                        | Carrer Abeuradors                                            | Façana i interior d'una botiga de material elèctric | No es conserva | Botiga Adroher. Arxiu Mas Fundació Institut Amatller d'Art Hispànic                             |
| 1916                        | Escola d'Arts i Oficis                                                             | Girona                        | Carrer Anselm Clavé, 32                                      | Edifici destinat a escola d'arts i oficis al costat d'Athenea | Desapareguda | Escola d'Arts i Oficis. Arxiu COAC                                                              |
| 1917                        | Clínica Mental                                                                     | Santa Coloma de Gramenet      | Finca Torribera                                              | Porjecte presentat a concurs en col·laboració de Josep M. Pericas | Projecte realitzat posteriorment sota la direcció de Josep M. Pericas                                                                                 | Clínica Mental de Santa Coloma de Gramenet                                                      |
| 1918                        | Garatge d'automòbils d'Artur Rissech                                               | Llagostera                    | Carrer de Sant Feliu amb carrer Camprodón                    | Remodelació d'una masia per fer-hi una àrea de servei per automòbils amb restaurant i habitatge pel propietari. | El propietari se'n va desdir. |                                                                                                 |
| 1918                        | Casa d'estiueig Salieti                                                            | L'Estartit                    | Passeig del Mar, 1 62-63                                     | Casa aïllada amb jardí composta de dos habitatges | Es conserva amb modificacions importants | Casa d'estiueig Salieti. Arxiu COAC                                                             |
| 1918                        | Casa Ribas                                                                         | Girona                        | Carrer Peixateries Velles, núm.7                             | Reforma d'una casa amb façana a la Ramble, construcció d'una escala d'accés i tancament d'un antic passatge entre la Rambla i el carrer Peixetaries Velles.                                                                                            | Es conserva sense modificacions. | 44. Casa Ribas Crehuet                                                                          |
| 1918-19                     | Façana del cementiri                                                               | Girona                        | Cementiri de Girona                                          | Projecte de porta i nova façana del cementiri de Girona | La porta va restar sense realitzar. La façana es conserva restaurada                                                                                  | Façana cementiri de Girona                                                                      |
| 1918-22                     | Casa Teixidor (La Punxa)                                                           | Girona                        | Crta. Santa Eugènia, 19                                      | Casa de pisos de lloguer i magatzem a la planta baixa. | Es conserva l'edifici de pisos i es van enderrocar les naus                                                                                           | Casa Teixidor. Arxiu COAC                                                                       |
| 1919-20                     | Galeria dels Bells Oficis                                                          | Girona                        | Carrer dels Germans Busquets                                 | Remodelació d'un petit espai destinat a galeria d'art | Es conserva parcialment | Galeria dels Bells Oficis                                                                       |
| 1920-1923                   | Central Elèctrica Vinyals                                                          | Flaçà                         | Ctra. de St. Llorenç de les Arenes                           | Edifici industrial que Masó projecta per aprofitar la força de l'aigua de la séquia Vinyals | Es conserva amb maquinària inclosa | Central Elèctrica Vinyals                                                                       |
| 1920-1921                   | Casa Pórtules i Xargay                                                             | Sarrià de Ter                 | Carrer Major de Sarrià, núm. 116 i 118                       | Reforma i ampliació d'unes cases existents | Es conserva en bon estat |                                                                                                 |
| 1921                        | Casa Vinyals                                                                       | Girona                        | Carrer Nou del Teatre, núm 2                                 | Reforma d'una casa de pisos del segle xix. | Es conserva sense modificacions. |                                                                                                 |
| 1920-25 / 1931-32           | Cooperativa Agrícola La Canetense                                                  | Canet de Mar                  | Carrer del Gram, 22                                          | Edifici disposat en tres façanes i porxo en cantonada. A la planta baixa hi ha les dependències comercials i al pis superior la sala d'actes amb encavallades de fusta                                                                                 | Actualment es troba mig enderrocat | Cooperativa Agrícola la Canetense. L.Rosin Arxiu Municipal de Canet                             |
| 1921-22                     | Casa Jaume Massaguer                                                               | Albons                        | Camí de Bellcaire                                            | Edifici de nova planta projectat com una masia catalana. Amb les pèrgoles d'accés Masó li va donar un cert aire de casa d'estiueig | Es conserva | Casa Jaume Massaguer                                                                            |
| 1921-23                     | Casa Gispert-Saüch                                                                 | Girona                        | Carrer Àlvarez de Castro, 9 cant. Gran Via Jaume I           | Casa de planta baixa, dos pisos i terrat, amb habitatge i magatzem a la planta baixa | Es conserva amb modificacions | Casa Gispert-Saüch. Arxiu COAC                                                                  |
| 1921-24                     | Casa Rigau                                                                         | Girona                        | Plaça del Marquès de Camps, núm. 14                          | Casa de planta baixa i tres pisos destinada a magatzem i habitatges. | Es conserva amb greus modificacions que la desfiguren.                                                                                                |                                                                                                 |
| 1922-25                     | Caixa de Pensions per a la Vellesa i d'Estalvis i Institut de la Dona que Treballa | Girona                        | Carrer Santa Clara, 9 cant. Carrer Nou                       | Reforma d'un edifici per instal·lar-hi les oficines de La Caixa i el Dispensari per la Dona | No es conserva pràcticament res dels interiors i els esgrafiats es van restaurar fa uns anys                                                          | Caixa de Pensions                                                                               |
| 1922                        | Cementiri Municipal                                                                | Flaçà                         |                                                              | Cementiri de planta hexagonal i amb ordenació de l'espai diagonal | El projecte només es va desenvolupar en planta. El portal d'accés es va construir diferent                                                            | Cementiri Municipal de Flaçà                                                                    |
| 1923                        | Casa de pisos Ensesa                                                               | Girona                        | Plaça del Marquès de Camps, núm 16 i av. de Jaume I, núm. 60 | Projecte de casa de pisos amb un gran magatzem als baixos. | Enderrocat el febrer del 1970 |                                                                                                 |
| 1923-35                     | Urbanització s'Agaró                                                               | Castell-Platja d'Aro          | Platja de Sant Pol,                                          | Urbanització amb hostal (més tard Hotel de La Gavina) i diversos xalets unifamiliars amb jardí | Es conserva amb modificacions | S'Agaró                                                                                         |
| 1923-24                     | Caixa de Pensions per a la Vellesa i d'Estalvis                                    | St. Feliu de Guíxols          | Rambla Vidal, 9 carrer Major, 2.                             | Edifici de nova planta de planta baixa destinada a oficines de La Caixa i pis per biblioteca | Es conserva amb algunes modificacions | Caixa de Pensions                                                                               |
| 1924                        | Casa Cadenas                                                                       | Girona                        | Carrer Sant Antoni M. Claret                                 | Projecte de Casa entre mitgeres de planta baixa i pis | Desapareguda |                                                                                                 |
| 1924                        | Casa Prat                                                                          | Girona                        | Carrer del Nord, núm. 10                                     | Ampliació i reforma d'una casa de pisos existent aixecant un nou pis. | Es conserva | Casa Francesc Prat i Bosch                                                                      |
| 1924-25                     | Església de Sant Julià i Santa Basilissa                                           | Verges                        | Restauració i reforma interior                               | Restauració i reforma de l'església, pintures i vitrall de la façana. | Es conserva | Església Verges. Arxiu COAC                                                                     |
| 1924-25                     | Casa Omedes                                                                        | Girona                        | Carrer St. Antoni M. Claret, 12                              | Casa unifamiliar de planta baixa entre mitgeres amb jardí posterior | Desapareguda | Casa Omedes. Arxiu COAC                                                                         |
| 1924 / 1927-28              | Casa Cots                                                                          | Girona                        | Carrer Sta. Clara, 53                                        | Edifici de planta baixa i cinc pisos. Baixos destinats a magatzem | Es conserva amb modificacions | Casa Cots                                                                                       |
| 1925                        | Sant Feliu de Llagostera                                                           | Llagostera                    | Pl. de la Vila                                               | Reforma de l'interior i projecte de construcció d'una nova capella annexa. | No s'arriba a fer la capella i no es conserven les restes de la reforma.                                                                              | Sant Feliu de Llagostera 02                                                                     |
| 1925                        | Església de Sant Feliu de Girona                                                   | Girona                        | Pl. de Sant Feliu                                            | Reforma de la Capella del Santíssim. | Es conserva | Sant Felix                                                                                      |
| 1925                        | Masia La Dou                                                                       | Sant Esteve d'en Bas          | Carretera de Sant Esteve a Sant Feliu de Pallerols           | Reforma de la casa pairal | Es conserva |                                                                                                 |
| 1925-1926                   | Casa Gabaldà                                                                       | Girona                        | Carrer de les Ballesteries, núm. 23                          | Reforma i amplicació d'una casa existent | Es conserva |                                                                                                 |
| 1925-27                     | Cooperativa l'Econòmica Palafrugellenca                                            | Palafrugell                   | Carrer Sant Martí, 18                                        | Edifici de planta baixa destinat a seu de la cooperativa | Es conserva amb modificacions, com a Biblioteca de Palafrugell                                                                                        | Cooperativa Palafrugell                                                                         |
| 1927-28                     | Casa Ribas i Crehuet                                                               | Girona                        | Carrer de la Força, 6                                        | Construcció de nova planta aprofitant la portalada d'un edifici anterior. Planta baixa i quatre pisos | Es conserva en bon estat | Casa Ribas Crehuet                                                                              |
| 1927-28                     | Casa Corominas                                                                     | Girona                        | Pl. Marquès de Camps, 2                                      | Reforma i ampliació d'un edifici existent, Rafael Masó construeix un nou cos amb façana al carrer Séquia i la reforma de la façana de la plaça Marquès de Camps amb la característica tribuna que identifica la casa                                   | Es conserva en bon estat | Casa Corominas. Arxiu COAC                                                                      |
| 1927-28                     | Casa Colomer                                                                       | Girona                        | Crta. Barcelona, 7                                           | Reforma integral i ampliació d'un edifici existent, de botiga en planta baixa i habitatges. En la façana predomina la verticalitat, marcada per les obertures, les franges verticals i el cos central que s'eleva sobre el fris                        | Es conserva | Casa Colomer. Arxiu COAC                                                                        |
| 1928-29                     | Urbanització Teixidor                                                              | Girona                        | Crta. Santa Eugènia, 21-23 i carrer Ibèria, 1-5              | Al costat de la Casa Teixidor, Rafael Masó dissenya una urbanització per als treballadors de la Farinera Teixidor. El conjunt eren quatre cases econòmiques i un xalet aïllat, destinat al director de la fàbrica                                      | Enderrocat | Urbanització Teixidor. Arxiu COAC                                                               |
| 1929                        | Casa Armengol (Lloret de Mar)                                                      | Lloret de Mar                 |                                                              | Xalet en una urbanització als afores de Lloret de Mar. | Es conserva amb modificacions importants. |                                                                                                 |
| 1929-32                     | Banys Àrabs de Girona                                                              | Girona                        | Passeig arqueològic                                          | Restauració dels banys àrabs. | Substituïda per una restauració més moderna. |                                                                                                 |
| 1929-32                     | Palau Lo Mirador                                                                   | Torroella de Montgrí          | Passeig Església, 1                                          | Edifici de planta rectangular amb un pati central al voltant del qual es distribueixen les diverses dependències del palau. Després de diverses reformes anteriors, l'any 1929 Masó, per encàrrec dels Marquesos de Robert, hi treballarà fins al 1932 | Es conserva amb modificacions | Palau Lo Mirador. Arxiu Miquel Graells                                                          |
| 1929-34                     | Palau Solterra                                                                     | Torroella de Montgrí          | Carrer Església, 8-12.                                       | Entre 1929-1934, Rafael Masó porta a terme les obres de restauració per encàrrec de Joaquim de Robert i de Carles. Per aquest mateix propietari Masó reformarà el castell Palau Lo Mirador, també a Torroella de Montgrí                               | Es conserva amb modificacions |                                                                                                 |
| 1929-31                     | Casa Vinyes                                                                        |                               | Carrer Núria i Circumval·lació baixa Cerdanyola              | Habitatge unifamiliar aïllat exemple de les torres d'estiueig d'estil noucentista construïdes en els anys 1930. El cos principal és un volum cúbic de planta baixa, pis i golfes, amb coberta a quatre vents, porxos i galeries                        | Es conserva en bon estat | Casa Vinyes. Ron Conijn                                                                         |
| 1931-32                     | Magatzem, tanca i control d'accés Ensesa                                           | Girona                        | Crta. Barcelona, 68                                          | Magatzem dins el conjunt de la Farinera Ensesa, caseta del guarda i tanca perimetral | Magatzem enderrocat. La tanca i la caseta es conserven parcialment                                                                                    |                                                                                                 |
| 1930-1933                   | Clínica del Doctor Coll                                                            | Girona                        | Carrer Joan Maragall, núm. 26                                | Edifici de nova planta destinat a clínica | Totalment remodelat, només en queda un parament de pedra dels baixos i part de la tanca del Col·legi Verd                                             |                                                                                                 |
| 1932-33                     | Casa Oliveras                                                                      | Girona                        | Carrer Juli Garreta                                          | Casa de planta baixa, destinada a taller i magatzem, i pis, destinat a habitatge. | Es conserva part de la façana |                                                                                                 |
| 1932-35                     | Castell Raïmat                                                                     | Lleida                        | Raïmat                                                       | Intervenció en un edifici d'origen medieval, que afectà l'interiorisme del vestíbul, sala de pas i menjador, també hi va dissenyar la llar de foc i diversos mobles                                                                                    | Es conserva en molt bon estat | Castell Raïmat. Ron Conijn                                                                      |
| 1933-1934                   | Fustes Coll i Viader                                                               | Girona                        | Carrer de Santander, núm. 5                                  | Casa del guarda i coberts d'una serreria amb una tanca | Desaparegut |                                                                                                 |
| 1934                        | Cases Marcó                                                                        | Quart                         | Carretera de Girona a Sant Feliu, núm. 113                   | Conjunt de dues cases unifamiliars aïllades per als germans Frederic Marcó i Pere Marcó | Es conserven |                                                                                                 |

## Fundació Rafael Masó

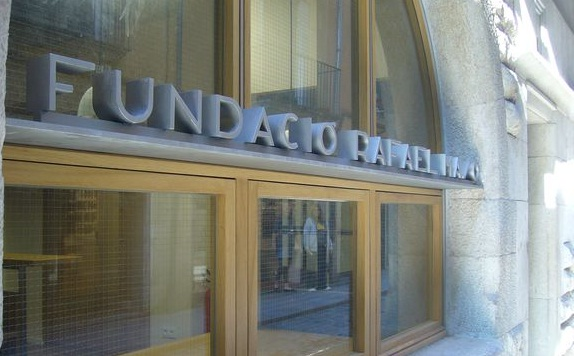
Lletres entrada Fundació Rafael Masó, carrer Ballesteries 29 de Girona

L'any 2006 es va crear la Fundació Rafael Masó com entitat pública, sense ànim de lucre, a partir de la cessió de la Casa Masó a l'Ajuntament de Girona per part dels seus últims propietaris, Narcís-Jordi Aragó i Mercè Huerta Busquets, nebots de l'arquitecte. Compta amb el suport dels successors de Rafael Masó, del mateix Ajuntament, del Col·legi d'Arquitectes de Catalunya, del Col·legi d'Aparelladors, Arquitectes Tècnics i Enginyers d'Edificació de Girona i de la Universitat de Girona. Tots ells integren el Patronat de la Fundació
La seva missió és la de gestionar la conservació i la visita a la Casa Masó, promoure l'estudi, preservació i difusió de l'obra de Masó i del Noucentisme català, i fomentar la conscienciació sobre la importància de l'arquitectura i l'urbanisme per a la societat i les persones. Per això organitza exposicions, publicacions, i activitats educatives per a tots els públics.
La seu social de la Fundació Rafael Masó és a la Casa Masó, al número 29 del carrer de les Ballesteries de Girona. Era la casa natal de l'arquitecte Rafael Masó i conserva la memòria de la família Masó i del moment cultural que va propiciar el desplegament del Noucentisme a la ciutat de Girona.
La Casa Masó actual és el resultat de la successiva unió de quatre cases adquirides per la família Masó entre mitjan segle xix i principi del xx, i el seu aspecte és semblant al que va tenir després de l'última intervenció de Rafael Masó, l'any 1919.

### Patrimoni de la Fundació
La Casa Masó compta amb uns 1.000 metres quadrats, distribuïts en planta baixa i 4 pisos amb una superfície de 200 metres quadrats per planta. La planta baixa i dos dels pisos estan oberts al públic.
Pel que fa a la col·lecció conserva 1.100 objectes catalogats (42 obres originals de Rafael Masó) datats entre 1880 i 1940. La col·lecció inclou pintura, escultura, dibuix, gravat, ceràmica, mobiliari, vidre, metall, tèxtil, estris i utensilis, dels segles XIX i XX. La biblioteca i hemeroteca de la Fundació la integren uns 3.000 volums i 5.000 revistes i altres publicacions dels dos darrers segles. Aquest fons està a disposició dels investigadors, Gràcies a un conveni amb la Biblioteca de la Universitat de Girona s'està catalogant el fons ide forma gradual se integra en el Catàleg Col·lectiu de les Universitats de Catalunya,consultable en línia (CCUC).
L'Arxiu custodia uns 3.000 documents i fotografies, datats entre 1628 i 2012. Es tracta del testimoni documental de la vida de més de sis generacions vinculades a la Casa Masó.

### Activitats
La Fundació presenta exposicions temporals:
- Casa Masó: els dibuixos de l'arquitecte (del 28 d'abril del 2012 al 27 de gener del 2013). La mostra presenta més de 40 dibuixos originals de Masó i fotografies de les reformes de la casa, ara fa cent anys, amb especial atenció al mobiliari i la decoració dels interiors segons l'estètica noucentista.
- Athena 1913: el temple del Noucentisme (del 16 de març del 2013 al 26 de gener del 2014). Exposició que commemora el centenari de la creació de l'associació i de l'edificació de l'edifici que va esdevenir emblema del Noucentisme.
- Masó: arquitectura pública durant la Mancomunitat (del 9 de maig del 2014 al 31 de gener del 2015). L'exposició presenta les obres públiques que Masó va realitzar durant la Mancomunitat.
- Retrats de medalla: l'espectador del bronze (del 21 de març al 12 de setembre del 2015). Exposició de la col·lecció de més de 300 medalles d'artistes i medallistes de Catalunya i arreu d'Europa durant el Modernisme, el Noucentisme i l'Art Déco.
- Art en el llibre: ex-libris del Modernisme i el Noucentisme (del 28 d'octubre del 2015 al 2 d'abril del 2016). Exposició de més de 300 ex-libris dels millors artistes del Modernisme i el Noucentisme, procedents de les diferents col·leccions públiques i privades de Catalunya i de la pròpia Casa Masó.
- Masó: interiors (del 30 d'abril al 24 de setembre del 2014). Exposició dedicada a l'extensa obra interiorista del arquitecte. La seva itinerància va dur l'exposició al Museu d'Història de Girona, el Museu d'Història de Sant Feliu de Guíxols, el Museu de la Garrotxa d'Olot i al Museu de la Mediterrània.[25]
- Mercè Huerta (1929-2015): l'essencial és mirar (del 25 d'octubre al 30 de novembre del 2016). Exposició presentada conjuntament per la Fundació Fita, la Fundació Valvi i la Casa Masó, com a homenatge pòstum a la pintora, educadora i il·lustradora Mercè Huerta (1929-2015), que també va ser presidenta d'honor de la Fundació Rafael Masó.
- "De l'amor és lo jardí": Masó i els teixits (del 17 de desembre del 2016 al 20 de maig del 2017). Exposició que explora per primera vegada de forma especifica l'obra de Masó en l'àmbit tèxtil, i ho fa des d'una doble vessant: la privada i la pública.
- Els Masó: artistes i col·leccionistes (del 17 de juny al 25 de novembre del 2017). Exposició que presenta per primera vegada una selecció de les obres que els Masó van anar adquirint a finals del segle xix i principis del xx.
- Puig i Cadafalch, Masó i els Banys de Girona (del 20 de desembre de 2017 al 28 d'abril del 2018). Exposició que coincideix amb l'any Puig i Cadafalch es commemora a Girona amb una exposició dedicada als Banys Àrabs.
- La casa noucentista: arquitectura unifamiliar a Catalunya (1913-1932) (del 19 de maig al 10 de novembre del 2018). Exposició que presenta una selecció de les 18 cases més representatives del Noucentisme per mostrar fins a quin punt el substrat polític i cultural que va donar forma al moviment noucentista, que també va crear una determinada arquitectura i decoració d'interiors al servei de la nova burgesia catalana.
- "Treballem per l'art": La Impremta Masó de Girona (1889-1992) (del 26 de gener al 29 de setembre del 2019). Aquesta exposició és una antologia d'un segle de la cultura visual, literària i periodística de la ciutat de Girona.

També organitza i col·labora periòdicament en exposicions temporals fora de la Casa Masó sobre l'obra de Rafael Masó, els seus contemporanis o altres aspectes relacionats amb la seva vida i el seu temps.
Paral·lelament ha creat un Programa Educatiu dedicat a donar a conèixer l'obra de Rafael Masó i difondre l'arquitectura, amb atenció especial als estudiants de primària i secundària. En aquest sentit s'organitzen visites i tallers a la Casa Masó, cursos de formació del professorat, i s'han signat convenis de pràctiques per a estudiants universitaris (Universitat de Girona i Universitat de Barcelona, i centres educatius de la Catalunya Nord).
També està desenvolupant un programa de voluntariat cultural, amb persones que col·laboren en diferents tasques i activitats: visites guiades, atenció al visitant, tallers educatius, recerca en el fons bibliogràfics i artístics de la Fundació, etc.

### Publicacions
Coincidint amb la inauguració de la Casa Masó i la presentació de la primera exposició temporal, la Fundació va publicar el llibre Casa Masó: vida i arquitectura noucentista, editat per Jordi Falgàs, amb textos de Narcís-Jordi Aragó, Jordi Falgàs i Rosa Maria Gil. Inclou diferents articles sobre la història de la casa, les intervencions de Rafael Masó, i un recorregut fotogràfic per l'interior de l'edifici. A més a més, la majoria de les exposicions temporals realitzades disposen d'un catàleg i s'han publicat diferents articles en diaris i plataformes digitals.